# Список мультсериалов и фильмов о трансформерах

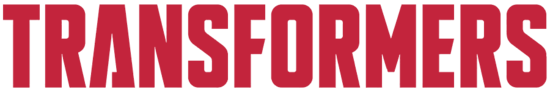
Логотип бренда «Трансформеры»

Информационный список мультсериалов и художественных фильмов о трансформерах с их кратким описанием. Названия сериалов и фильмов приводятся в хронологическом порядке.

## Первое поколение

### Трансформеры: Первое поколение (англ.Transformers: Generation 1) (1984—1987)
Оригинальный американский сериал производства студий Marvel Productions и Sunbow Productions, состоящий из 4 сезонов: в первом сезоне — 16 серий, во втором — 49 серий, в третьем — 30 серий, в четвёртом — 3 серии. Также между вторым и третьим сезонами хронологически идут отдельный эпизод «Боевой город» и полнометражный мультфильм «Трансформеры: Фильм».
Сюжет мультсериала повествует о войне двух фракций живых роботов с планеты Кибертрон — добрых автоботов, возглавляемых Оптимусом Праймом, и злых десептиконов, которыми командует жестокий и коварный Мегатрон. Покинув родную планету 4 миллиона лет назад в поисках энергетических ресурсов, отряды Прайма и Мегатрона возобновляют свою битву в 1984 году на Земле, скрываясь от людей под камуфляжем земной техники — автомобилей, самолётов и т. п. Однако вскоре их война перестаёт быть тайной…

### Трансформеры: Фильм (англ.Transformers: The Movie) (1986)
Полнометражный мультфильм, который, согласно первоначальному замыслу, должен был завершить историю трансформеров. Из-за довольно мрачного сюжетa и показанной в нём гибели целого ряда уже полюбившихся персонажей фильм вызвал неодобрение критиков. Однако в конечном итоге именно эта черта мультфильма, за которую его изначально критиковали, впоследствии сделала его культовым; более того — волна критических отзывов заставила создателей фильма продолжить эпопею о трансформерах. В итоге мультфильм стал «связующим звеном» между 2-м и 3-м сезонами мультсериала.

### Трансформеры: Боевой город (англ.Transformers: Scramble City) (1986)
Японский мультфильм, альтернативное продолжение второго сезона «Трансформеры». Был задуман как начало нового, самостоятельного мультсериала, однако замысел не получил дальнейшего развития. Тем не менее, некоторые моменты из мультфильма были в дальнейшем использованы при создании третьего сезона оригинальных «Трансформеров» (в частности, гигантские роботы, трансформирующиеся в города — Метроплекс и Триптикон).

### Трансформеры: Властоголовы (англ.Transformers: The Headmasters) (1987—1988)
Японское продолжение оригинального сериала «Трансформеры: Первое поколение», которое является альтернативой его четвёртому сезону. Сериал состоит из 35 оригинальных эпизодов и 3 клип-шоу.
Сюжет повествует о продолжении войны между автоботами и десептиконами. Большинство персонажей остаются теми же, что и в первом сериале, но появляются новые персонажи. Наиболее значимые из них — это роботы-властоголовы, примкнувшие к автоботам и десептиконам. В данном сериале наиболее сильными из автоботов являются Ультра Магнус и Крепыш Максимус, обладающий секретом Меча-Повелителя. Десептиконами командует Гальватрон; самым могучим из его воинов (и в то же время тайным соперником) является Скорпоног…

### Трансформеры: Воины великой силы (англ.Transformers: Super-God Masterforce) (1988—1989)
Состоит из 42 оригинальных эпизодов, 5 клип-шоу и 1 спецвыпуска.
Давным-давно коварный повелитель десептиконов Повелитель (англ. Devil Z) изобрел новое оружие, которое помогло бы одержать победу над автоботами. Обнаружив, что объединение человеческого разума с телом робота давало неповторимую силу и мощь, он создал принципиально новый тип роботов — транстекторы, для активации которых требовался пилот-человек. Связующим звеном между этими совершенно разными формами жизни служили особые браслеты; надевший их пилот и его механическое тело вместе составляли «Воина Великой Силы». Повелитель отправил несколько транстекторов на Землю, чтобы найти им подходящих пилотов, но корабль с ними потерпел крушение, и механические тела роботов оказались затерянными на Земле.
Прошло много лет, и с помощью своих приспешников — троих десептиконов-претендеров и двух воинов великой силы (Властителя Гига и Властительницы Меги) Повелитель продолжает поиски утерянных транстекторов. Автоботы-претендеры пытаются помешать им и не дать транстекторам и их пилотам стать приспешниками десептиконов…

### Трансформеры: Победа (англ.Transformers: Victory) (1989)
Состоит из 32 оригинальных эпизодов и 12 клип-шоу.
Автоботы во главе со своим новым лидером — сильнейшим трансформером Истребителем (англ. Star Saber) — охраняют Землю от десептиконов, которых возглавляет Смертоносец (англ. Deathsaurus) — ещё один претендент на должность Властелина Вселенной, могущественный и честолюбивый, для реализации своих далеко идущих планов нуждающийся в энергоресурсах Земли. Его первоначальная цель — напитать энергией и вернуть к жизни Космическую Крепость — космическую станцию гигантских размеров и гигантской же огневой мощи, с помощью которой Смертоносец уже один раз чуть не одержал победу. Потеряв свою крепость в результате тяжёлой битвы с автоботами, Смертоносец жаждет мести. Для этого он собрал мощную армию десептиконов, которые терроризируют землян и воруют энергию везде, где только могут…

### Трансформеры: Зона (англ.Transformers: Zone) (1990)
Прямое продолжение мультсериала «Победа». Этот сериал так и не был создан (вследствие имевшего место в то время падения интереса к тематике трансформеров и сокращения продаж игрушек). Была снята всего одна серия (однако сценарии последующих серий были опубликованы в виде комиксов-манга в журнале «TV Magazine»).

### Трансформеры: Второе поколение (англ.Transformers: Generation 2) (1992—1994)
Сериал не является ни самостоятельной историей, ни продолжением предыдущих сериалов. Это сокращённый ремейк «Первого поколения», состоящий из двух сезонов. Первый сезон — 13 серий, второй — 39. Новое в сериале — изменённая заставка и порядок серий, новые переходы между сценами, оформленные в виде «Космического куба».

### Трансформеры: Мастера роботов (англ.Transformers: Robot Masters) (2004-2005)
В 2004 году Оптимус Прайм предупрежден о беспорядках у ворот города автоботов. Силы Десептиконов теперь под предводительством нового врага, тираннозавра Рекса, называющего себя Мегатроном и утверждающим, что он из другого измерения. Автоботы и десептиконы со всех эпох встретились вместе, чтобы сразиться за недавно открытый источник энергии солитариум.

## Эра зверей

### Трансформеры: Битвы зверей (англ.Transformers: Beast Wars) (1996—1999)
Альтернативная история «мира трансформеров» (Канада). Частично транслировался в России (отдельно от остальных сезонов) по каналу ОРТ. Это — первый мультсериал о трансформерах, нарисованный в 3D. Состоит из 52 серий, разбитых на 3 сезона.
Действие сериала происходит 300 лет спустя после событий «Первого поколения». Космические корабли максималов (потомков автоботов) и предаконов (потомков десептиконов) попали во временну́ю воронку и потерпели крушение на доисторической Земле. Бортовые компьютеры просканировали планету и, обнаружив большое количество живых организмов, придали протоформам трансформеров тела различных животных в качестве альтернативного режима. Так, лидер максималов Оптимус Праймал стал гориллой, а глава предаконов Мегатрон — тираннозавром. Обретя новые тела, Максималы и Предаконы продолжили войну…

### Трансформеры: Битвы зверей 2 (англ.Transformers: Beast Wars II) (1998—1999)
Сериал состоит из 43 оригинальных эпизодов и 1 спецвыпуска, более известного, как «Битвы Зверей 2. Фильм».
После успеха первого сезона «Beast Wars» в Японии компании Takara было нечего показывать: второй сезон не был ещё доступен полностью, чтобы дублировать его, да и состоял он из 13 серий — что мало по японским меркам сериалов. И в этот момент Takara и решила выпустить «Beast Wars II» — альтернативную версию оригинального сериала.
История повествует о том, как корабль Автоботов совершает аварийную посадку на планете Гайа, на которой обнаруживается запас редчайшей энергии. Автоботы находят атмосферу планеты летальной для себя, и единственный выход — обрести защитные формы животных, адаптировавшись к этому миру. Десептиконы же желают захватить себе побольше этой энергии, и им противостоят защитники вселенной — Автоботы.

### Трансформеры: Битвы зверей 2. Фильм (англ.Transformers: Beast Wars II - The Movie) (1998)
45-минутный спецвыпуск, являющийся прямым продолжением «Beast Wars II», а также связующим звеном «Beast Wars Neo» . История повествует о том, как мистический корабль падает на планету Гайа, на котором находится мощнейший артефакт, Телепортационные врата. С их помощью можно вызвать любого трансформера из любых времён, чем и решают воспользоваться как Автоботы, так и Десептиконы.

### Трансформеры: Битвы зверей Нео (англ.Transformers: Beast Wars Neo) (1999)
Сериал состоит из 35 оригинальных эпизодов.
Продолжая историю «Beast Wars Second», следует новый сезон, в котором рассказывается что, хоть и раскидал Лио Конвой энергию Ангромуа, но Десептиконы решают собрать её в одно целое, и рыщут по всей вселенной. Автоботы пытаются помешать им, но тут в бой вступает третья сторона. Как позже оказывается, эти воины — слуги древнего зла Юникрона, а энергия Ангромуа есть эссенция жизни, собрав которую, он может снова ожить… Разве что если не объединятся заклятые враги и не выступят единым фронтом против общего врага. Сериал является продолжением «Beast Wars II» и завершением дилогии «Beast Wars Second».

### Трансформеры: Зверороботы (англ.Transformers: Beast Machines) (1999—2000)
Продолжение сериала «Битвы зверей». Состоит из 26 серий, разбитых на 2 сезона.
Максималы и предаконы, вернувшись с Земли на родной Кибертрон, возобновляют свою борьбу. Во время транспортировки, Мегатрон бежит с корабля Максималов, и, одержимый идеей полного уничтожения органической жизни на планете, создаёт армию смертоносных вехиконов — боевых машин, запрограммированных на уничтожение Максималов…

## Трилогия Юникрона

### Трансформеры: Армада (англ.Transformers: Armada) (2002—2003)
Альтернативная история оригинальных «Трансформеров», снятая в Японии. В Америке его, вместе с двумя другими японскими сериалами «Энергон» и «Кибертрон», объединили в так называемую «Трилогию Юникрона». Сериал состоит из 52 серий, сгруппированных в 4 сезона (по 13 серий в каждом).
Много веков назад началась грандиозная и беспощадная битва за господство во Вселенной между двумя расами трансформеров — автоботами и десептиконами. Их силы были примерно равны, и никто не мог одержать победу. Но неожиданно в этой войне появилась третья сторона — маленькие трансформеры-мини-коны. При слиянии с обычным трансформером они во много раз увеличивали его мощь, в связи с чем на мини-конов началась настоящая охота. В поисках спасения мини-коны бежали с Кибертрона, но их корабль потерпел крушение на доисторической Земле, а сами они оказались разбросанными по всей планете…
Прошло несколько миллионов лет, и трое подростков — Рэд, Карлос и Алексис — исследуя таинственную пещеру, находят обломки космического корабля и нечаянно активируют его передатчик. Эти сигналы принимают автоботы и десептиконы и отправляют своих лучших бойцов на поиски мини-конов. На Земле вновь встречаются старинные заклятые враги — Мегатрон и Оптимус Прайм.
Оказывается, что некоторые мини-коны способны не только многократно усиливать своих владельцев, но и объединяться между собой, образуя необычайно мощное оружие — «Звёздный Меч», «Звёздный Щит» и «Реквием-Бластер». Объединив все три артефакта, десептиконы получают в своё распоряжение самое страшное средство разрушения — пушку «Гидра Кэннон», однако Оптимус Прайм ценою собственной жизни предотвращает попытку Мегатрона с её помощью уничтожить Землю. Вскоре, однако, выясняется, что супер-оружие — это ключ, способный пробудить к жизни ещё более могучую и грозную силу, угрожающую самому существованию Вселенной — Юникрона. Ради устранения этой угрозы все трансформеры объединяются.

### Трансформеры: Энергон (англ.Transformers: Energon) (2004-2005)
Продолжение «Армады». Оригинальная японская версия состояла из 52 серий, сгруппированных в 4 сезона, однако в американской версии одна серия была исключена.
Десять лет прошло с момента, когда Мегатрон пропал без вести, а Юникрон был побёждён… Десептиконы и автоботы живут в еле-еле сдерживаемом мире, стараясь вместе разрабатывать места добычи энергона. Молодой паренёк по имени Кикер, который с детства (после знакомства с Праймом) обрёл способность чувствовать энергон, помогает обнаружить энергон на Земле, на базе автоботов под названием Оушен-Сити. В этот самый момент на нескольких укреплений автоботов — на Марсе и других планетах совершают нападения неизвестные силы, орды созданий напоминающие роботов-трансформеров. Элитная команда предводителя автоботов Оптимуса Прайма выступает на поиски врага, но, обнаружив на своём пути лишь развалины, отправляются на родную планету людей и дают бой противнику на Земле. Использую свои способности, Оптимус Прайм и его напарники с лёгкостью отбивают нападение, но как прекрасно понимает мудрый Оптимус Прайм, это лишь начало… начало новой войны…

### Трансформеры: Кибертрон (англ.Transformers: Cybertron) (2005—2006)
Заключительная часть «Трилогии Юникрона» (однако сюжетно с ними практически не связанная). Сериал состоит из 52 эпизодов.
Над Кибертроном и всей Вселенной нависла угроза: огромная чёрная дыра грозит полным уничтожением жизни. Автоботы в срочном порядке эвакуируют жителей Кибертрона на землю, дабы вести скрытую жизнь под боком у людей, замаскировавшись под разнообразную технику. Во время одной из стычек автоботов и десептиконов, из открывшегося портала появляется никому доселе неизвестный трансформер — Вектор Прайм, хранитель космоса и времени. Он сообщает, что единственная возможность уничтожить чёрную дыру — собрать вместе 5 мощнейших древних артефактов, содержащих частицу искры Праймуса, Создателя трансформеров. Однако, великая сила сулит власть, и между двумя фракциями роботов начинается смертельная гонка за артефакты, представляющие собой Замок Омега и четыре Кибер-Ключа Планет.

## Выровненная вселенная[6]

### Трансформеры: Прайм (англ.Transformers: Prime) (2010—2013)
Сериал состоит из 65 эпизодов, разделенных на 3 сезона, и одного полнометражного мультфильма «Восстание предаконов», завершающего его сюжет.
Сценарий мультсериала — сиквел трилогии романов за авторством Алекса Ирвина, состоящей из «Исхода» (англ. Exodus), «Возмездия» (англ. Retribution) и «Изгнанников» (англ. Exiles), которая, в свою очередь, является одновременно и дополнением, и альтернативной версией событий, показанных в видеоигре «War for Cybertron». И дизайн персонажей, в отличие от игры, представляет собой не модернизированную версию дизайна таковых из «Первого поколения», а смесь стилей «Анимейтед» и фильма М. Бэя.

### Трансформеры: Боты-спасатели (англ.Transformers: Rescue Bots) (2011—2016)
Герои этого сериала — четверо автоботов из команды спасателей, которые после долгих странствий в космосе прибыли на Землю и под руководством Оптимуса Прайма и Бамблби учатся сотрудничать с людьми и помогать им. Премьерный показ двух первых серий состоялся 17 декабря 2011 году на телеканале «The Hub». Сериал состоит из 104 эпизодов, разделенных на 4 сезона.
Сериал рассчитан на самую младшую категорию зрителей. В нём очень много героев-людей (как положительных, так и отрицательных), зато практически не появляются десептиконы.

### Трансформеры: Вперёд! (англ.Triple Combination: Transformers Go!) (2013—2014)
Около вулкана маленький мальчик случайно вызывает обвал, обнаживший голову Драготрона. Предакон просыпается и пробуждает ото сна остальных представителей своего рода. Оптимус Прайм засекает пять сигналов предаконов, а также шесть автоботских, и недоумевает, что это может означать. В Токио мальчик Исами Татеваки и его дедушка подвергаются нападению предаконов, желающих забрать Легендиск, но школьник с помощью артефакта пробуждает  самураев. В то же время его друг Тобио Фума оживляет команду ниндзя. Вместе дети и автоботы должны остановить разбушевавшихся предаконов.

### Трансформеры: Прайм. Охотники на чудовищ: Восстание предаконов (англ.Transformers Prime: Beast Hunters: Predacons Rising) (2013)
Полнометражный мультфильм, продолжающий сюжетную линию сериала «Трансформеры: Прайм». Автоботы вернулись на Кибертрон, однако ещё рано торжествовать победу — их старинный враг Мегатрон воскрешён Юникроном, пожирателем миров. Захватив тело лидера десептиконов, Юникрон пытается уничтожить Кибертрон при помощи возрождённой им же армии предаконов. Но Оптимус Прайм в финальном сражении ловит дух Юникрона во вместилище, где ранее находилась Великая Искра, которую перед ему пришлось выпустить в Матрицу лидерства, таким образом объединив её со своей Искрой. Освободившись из-под контроля Юникрона и осознав истинное значение террора, Мегатрон объявляет о роспуске десептиконов и улетает в неизвестном направлении, а Оптимусу приходится направиться к ядру Кибертрона через колодец всех Искр и пожертвовать собой, поместив туда Великую Искру для того, чтобы на родной планете трансформеров снова могла рождаться новая жизнь.

### Трансформеры: Роботы под прикрытием (англ.Transformers: Robots in Disguise) (2015—2017)
Прошло несколько лет со времён победы автоботов над Юникроном. Оптимусу Прайму, который, как оказалось, не умер, а был перемещён в измерение Праймов, приходится проходить там тренировки, чтобы в будущем отразить некую угрозу, надвигающуюся на Землю. Обладая телепатической связью с Бамблби (к тому времени ставшим лейтенантом кибертронской полиции), он убеждает его отправиться туда; по ходу событий к лейтенанту присоединяются его подопечная Стронгарм — женщина автобот и кадет элитной гвардии, а также хулиган Сайдсвайп, миникон Фиксит, чей космический корабль-тюрьма «Алкемор» потерпел крушение на Земле, и динобот Гримлок. По ходу пребывания на Земле команде приходится заниматься поимкой сбежавших с «Алкемора» заключённых, которые впоследствии начинают сбиваться в группы, а Оптимус параллельно своей тренировке делится с Бамблби наставлениями.

### Трансформеры: Боты-спасатели. Академия (англ.Transformers: Rescue Bots Academy) (2019—2020)
Поступив в первый класс Академии ботов-спасателей, пять новобранцев проходят подготовку под руководством опытных наставников и берутся за опасные спасательные операции.

## Трилогия войн Праймов
Трилогия, образованная веб-сериалами, которые были созданы Hasbro совместно с Machinima Inc.

### Трансформеры: Войны гештальтов (англ.Transformers: Combiner Wars) (2016)
В результате сражений гештальтов друг с другом планета Каминус превратилась в руины. На фоне этих событий Виндблейд и Максима начали охоту на них, дабы прекратить эту войну. Когда они напали на Менасора, до этого убившего Компьютрона, он убил Максиму, но в конце концов погиб сам от руки Виндблейд. Перед смертью Менасор сказал, что у Совета Кибертрона есть Загадка комбинации, с помощью которой его члены смогут создать ещё больше гештальтов. Виндблейд приняла решение добраться до артефакта и уничтожить его, чтобы прекратить войны, в то время как сам Совет подумывал о том, чтобы использовать его для этих же целей.

### Трансформеры: Возвращение титанов (англ.Transformers: Titans Return) (2017)
Триптикон пробуждается, чтобы посеять хаос на Кибертроне, в то время как Виндблейд и разномастная команда ботов пытаются вернуть к жизни древнего союзника. Конфликт изменит одних полюбившихся героев навсегда, а других предаст забвению.

### Трансформеры: Сила Праймов (англ.Transformers: Power of The Primes) (2018)
После смерти Оптимуса Прайма Мегатронус претендует на матрицу лидерства. Теперь он ищет Реквием-бластер, намереваясь использовать силу всех трёх артефактов, чтобы создать опасное оружие судного дня. Поскольку борьба вспыхивает между Трансформерами в страхе перед грядущим апокалипсисом, небольшая команда во главе с Мегатроном должна объединиться, чтобы добраться до Реквием-бластера первым и дать отпор, прежде чем Мегатронус сможет уничтожить их вид навсегда. Секреты из прошлого Кибертрона будут раскрыты, и новый лидер будет назван, когда Трансформеры проведут свой последний бой.

## Кибервселенная

### Трансформеры: Кибервселенная (англ.Transformers: Cyberverse) (2018—2021)
Автобот Бамблби был отправлен на Землю с чрезвычайно важной и ответственной миссией… Вот только он абсолютно не помнит, с какой именно. На помощь потерявшему память и дар речи автоботу приходит его подруга Виндблейд. Она помогает Бамблби восстанавливать воспоминания о событиях прошлого, чтобы он смог выполнить свою задачу. Но враги не дремлют, а время истекает…

## Трилогия о войне за Кибертрон
Состоит из трёх веб-сериалов — «Осады» (англ. Siege), «Восхода Земли» (англ. Earthrise) и «Королевства» (англ. Kingdom).

### Трансформеры. Трилогия войны за Кибертрон: Осада (англ.Transformers: War for Cybertron Trilogy: Siege) (2020)
Кибертрон был разрушен гражданской войной между автоботами и десептиконами. В попытке положить конец конфликту Мегатрон рассматривает использование Искры в качестве последнего средства, но Оптимус Прайм хочет предотвратить это, даже если это означает уничтожение Кибертрона, чтобы спасти её.

### Трансформеры. Трилогия войны за Кибертрон: Восход Земли (англ.Transformers: War for Cybertron Trilogy: Earthrise) (2020)
С исчезновением Искры Мегатрон вынужден столкнуться с суровой реальностью: его десептиконы оказались в ловушке на умирающем Кибертроне. Тем временем, затерянный в самых тёмных уголках космоса, Оптимус Прайм и его команда отправляются на отчаянную миссию.

### Трансформеры. Трилогия войны за Кибертрон: Королевство (англ.Transformers: War for Cybertron Trilogy: Kingdom) (2021)
Безумная гонка за поиском Искры достигает кульминации на незнакомой планете, когда будущее обрушивается на сегодняшний день.

## Художественные фильмы и сопутствующие мультфильмы

### Трансформеры: Истоки (англ.Transformers: Beginnings) (2007)
Мультфильм-приквел художественного фильма «Трансформеры». Представляет собой анимированный комикс серии IDW, в котором от лица одного из главных героев — Бамблби — рассказывается предыстория событий, показанных в фильме (в России на DVD появилась пока лишь одна серия из четырёх, с закадровым одноголосным переводом на русский язык).

### Трансформеры (2007)
Фильм режиссёра М. Бэя 

Много тысяч лет автоботы и десептиконы сражались за обладание «Оллспарком» — источником жизненной силы и хранилищем древней мудрости. В ходе военных действий они загубили свою родную планету Кибертрон, а «Оллспарк» затерялся где-то в космосе. После длительных поисков разведчики трансформеров обнаруживают, что он находится где-то на Земле, а единственный, кто может указать местонахождение «Оллспарка» — обыкновенный земной подросток по имени Сэм Уитвики. Десептиконы прибывают на Землю, чтобы захватить «Оллспарк», автоботы — чтобы помешать им и защитить землян от порабощения. Вначале не обходится без недоразумений, но в решающей битве на улицах Мишн Сити автоботы и люди сообща сражаются против десептиконов и одерживают славную победу.

### Трансформеры 2: Месть падших (2009)
Продолжение фильма Майкла Бэя «Трансформеры». Действие фильма происходит спустя два года после битвы в Мишн Сити. Мирную жизнь героев фильма прерывает вторжение нового злодея — древнего отщепенца рода Праймов, прозванного «Фолленом», который разыскивает Матрицу лидерства, чтобы запустить прибор, позволяющий превратить Солнце в энергон…

### Трансформеры: Кибер-миссии (англ.Transformers: Cyber Missions) (2010)
Веб-сериал, основанный на фильмах Майкла Бэя. Действие происходит между 2 и 3 фильмом.

### Трансформеры 3: Тёмная сторона Луны (2011)
Третья часть киноэпопеи Майкла Бэя о приключениях трансформеров. Премьера состоялась 23 июня 2011 года.

Большинство десептиконов были побеждены, но Мегатрон все ещё жив. В очередной раз изменив облик, он обнаруживает давнего лидера Автоботов Сентинела Прайма и, заключив с ним союз, продумывает хитроумный план по порабощению Земли…

### Трансформеры 4: Эпоха истребления (2014)
События проходят спустя пять лет после атаки на Чикаго. Практически все автоботы и десептиконы были истреблены людьми.
Изобретатель Кейд, купив на барахолке старый грузовик, вскорости обнаруживает, что его покупка — не кто иной, как сам предводитель автоботов Оптимус Прайм. К несчастью для Кейда и его дочери Тессы, один могущественный человек из правительства очень хочет завладеть их находкой. Между тем группа могущественных бизнесменов и гениальных ученых пытается извлечь уроки из ошибок прошлого и улучшить технологии до такой степени, чтобы выйти за пределы контролируемого ранее. В это время один из ещё более древних и мощных трансформеров пытается завладеть Оптимусом Праймом и заполучить его в свою коллекцию самых опасных трансформеров во всей вселенной… 

### Архив Сектора 7 (англ.Sector 7 Archive) (2019)
Мультфильм-приквел фильма «Бамблби», действие которого происходит в 1989 году. На конвой Сектора 7, перевозящий секретный груз, способный одолеть кибертронцев, нападает Саундвейв, а на помощь людям приходит Бамблби и Броун. Агент Сеймур Симмонс, благодаря своему неподчинению приказам, спасает конвой и обезвреживает кибертронцев. На дамбе Гувера агента знакомят с «ледяным человеком», также известным как Мегатрон.

## Гоботы

### «Война гоботов» (англ.Challenge of the GoBots) (1984)
В мультсериале «Война Гоботов» показывается противостояние нации «живых машин» друг с другом, при попытке «Ренегаты» захватить весь мир. Попытки поставить все под контроль также отражаются людьми, которые помогают гуманной расе «Гоботов», которые известны как «Стражи».

### «Гоботы: Битва каменных лордов» (англ.GoBots: Battle of the Rock Lords) (1986)
Действие происходит на далекой планете Кортэкс, где каменные Лорды сражаются за обладание абсолютным оружием…Магмар — каменный лорд разбивает одного лорда за другим, завоевывая планету…Отчаявшись Лорд Солитера отправляется за помощью на Гоботронию, чтобы призвать на помощь Гоботов… Ренегаты узнают о существовании Оружия.

## Другие

### Трансформеры: Автороботы (англ.Transformers: Robots in Disguise) (2000)
Альтернативная история «Трансформеров». Сериал состоит из 36 оригинальных эпизодов и 3 клип-шоу (серии 13, 26 и 35 являются коллажами предыдущих серий, причём действие серии-коллажа 35 происходит между сериями 27 и 32).
…Зловещий дракон Мегатрон, вождь Предаконов, прибывает со своим отрядом на Землю и захватывает в плен всемирно известного учёного, доктора Ониши, чтобы заставить его служить себе и с его помощью получить доступ к энергетическим ресурсам нашей планеты. Но доблестные автоботы во главе со своим несокрушимым и легендарным лидером Оптимусом Праймом, разумеется, как всегда, начеку. Предвидя возможные поползновения со стороны врага, они уже давно перебазировались на Землю, ради маскировки приняв облик наземных транспортных средств — автомобилей, электропоездов и т. п. И теперь они готовы воспрепятствовать кошмарным планам Мегатрона…)

### Трансформеры: Гоу-Боты (англ.Transformers: Go-Bots) (2003—2005)
Самый короткий сериал о Трансформерах, в котором фигурируют практически новые персонажи (состоит из 4 серий, объединённых в один сезон).
В городе Ботрополис, расположенном на комете, проживают трансформер, каждый из них обладает способностью принимать различные альтернативные режимы. Пять из них были отправлены на Землю в качестве защитников. В каждой серии туда же прибывает молодой робот с целью показать свою силу и поразвлечься, поэтому команде роботов-защитников приходится его останавливать и всё исправлять. В итоге вразумленный гоубот осознает свои ошибки и возвращаясь домой обещает исправиться.

### Трансформеры: Анимейтед (англ.Transformers: Animated) (2007—2009)
Альтернативная история оригинальных «Трансформеров»; Состоит из 42 серий. Изобилует разнообразными камео из предыдущих мультсериалов и художественных фильмов. Действующие лица — тоже персонажи различных сезонов и версий.
Бригада работяг-автоботов, ремонтирующих космические мосты, возглавляемая бывшим офицером Элитной Гвардии Кибертрона Оптимусом Праймом, нечаянно обнаруживает контейнер с «Оллспарком» и почти сразу же подвергается нападению десептиконов во главе с Мегатроном, которые также разыскивают «Оллспарк». Начинается сражение, в результате которого оба космических корабля терпят аварию. Корабль десептиконов падает на поверхность Луны, а корабль автоботов (с «Оллспарком» на борту) и Мегатрон — на Землю, в окрестностях Детройта. Здесь, спустя 50 лет после столкновения в космосе, они активируются, и их противостояние возобновляется. Активными участниками дальнейших событий становятся люди; одни из них выступают на стороне автоботов (специалист по робототехнике профессор Самдэк, его малолетняя дочь Сари и капитан полиции Фэнзон), другие, напротив, принимают сторону десептиконов…

### Трансформеры: БотБоты (англ.Transformers: BotBots) (2022)
Торговый центр был поражен таинственным облаком энергона, превращающим различные объекты в крошечных трансформируемых роботов, называемых БотБотами. Среди них группа предметов, которые были отделены от своих банд, проснулись внутри бюро находок молла и назвали себя Потеряшками (англ. Lost Bots). Потеряшки, возглавляемые Бургертроном, мечтают однажды вернуться к своим первоначальным бандам, но после того, как их случайно заметил охранник торгового центра (тем самым раскрыв существование БотБотов человеку), к ним относятся, как к изгоям.

### Трансформеры: Новая искра (англ.Transformers: Earthspark) (2022)
Спустя много лет после окончания гражданской войны между автоботами и десептиконами семья Мальто переезжает из Филадельфии в небольшой город Уитвики, штат Пенсильвания. Там молодые Робби и Мо Мальто становятся свидетелями рождения новой породы земных трансформеров, называемых терранами, которые эмоционально привязываются к ним через специальные кибер-рукава на руках. Теперь, принятые в семью и наставляемые Бамблби, терране работают с детьми, чтобы защитить их новую жизнь и найти свое место в мире.

## Заметки
1. ↑  Был выпущен также пятый сезон, в который вошли 15 избранных эпизодов предыдущих сезонов, а также полнометражка «Трансформеры: Фильм», разбитая на 5 эпизодов. Сами серии не имели отличий от предыдущих версий, но перед каждой серией был добавлен сегмент, в котором Воин Великой Силы Оптимус Прайм (выполненный в виде аниматронной куклы) встречается с настоящим мальчиком Томми Кеннеди, чтобы рассказать ему старые истории о трансформерах. В общей сложности пятый сезон состоит из 20 серий.
2. ↑  В третьем сезоне «власть меняется»: лидером автоботов становится Родимус Прайм, а лидером десептиконов — Гальватрон.
3. ↑  Эти серии были сняты специально для японских зрителей и содержали краткое изложение событий «Первого поколения», поскольку в то время в Японии этот сериал ещё не транслировался.
4. ↑  Несмотря на то, что персонажи носят на себе значки Максималов и Предаконов, они именуются Автоботами и Десептиконами.
5. ↑  О десептиконах лишь упоминалось
6. ↑  Или же Падшим
7. ↑  По мотивам фильма разработан анимационный комический веб-сериал «How to Ride Your Dinobot», повествующий о том, как трое автоботов — Оптимус Прайм, Бамблби и Дрифт — пытаются с помощью толстого справочника освоить искусство верховой езды на диноботах, и что из этого выходит
8. ↑  Кроме Хаулера.
9. ↑  В России транслировались пока только два сезона из трёх.